# Linea Ashmont-Mattapan
La linea Ashmont-Mattapan (in inglese Ashmont-Mattapan Line), conosciuta anche come linea M (in inglese M Line, IPA: [ɛm laɪn]), è una linea metrotranviaria che serve i quartieri di Mattapan e Dorchester della città di Boston e la città di Milton, nello Stato del Massachusetts. È considerata parte integrante della linea rossa della metropolitana di Boston ed è gestita dalla Massachusetts Bay Transportation Authority (MBTA).
La linea venne costruita utilizzando il sedime della Dorchester and Milton Branch Railroad; la prima sezione compresa tra le stazioni di Ashmont e Milton venne aperta il 29 agosto 1929, mentre l'estensione da Milton a Mattapan venne inaugurata il 21 dicembre 1929. La linea è lunga in totale 4,09 km e possiede 8 stazioni.